# Кудричі
Кудричі (біл. Кудрычы) — село в складі Берестовицького району Гродненської області, Білорусь. Село підпорядковане Макарівецькій сільській раді, розташоване у західній частині області.